# Beroldo di Sassonia
Beroldo di Sassonia o Bertoldo o Geroldo (fl. X-XI secolo) è stato un nobile tedesco.

## Biografia
Personaggio di dubbia esistenza: su di lui  non esiste documentazione certa, dato che l'unico a ricostruire la sua esistenza fu Giovanni d'Orville per conto di Amedeo VIII di Savoia, attribuendogli una parentela da Ottone II attraverso uno dei quattro figli.  Sempre Giovanni d'Orville lo identificò come capostipite della dinastia sabauda, primo conte di Savoia (988-1026) e Moriana (998-?). 
Con la prima moglie, Caterina di Schiren, non ebbe figli. Dalla seconda, Ermengarda, avrebbe dato alla luce il suo successore Umberto I Biancamano.